# Tetrapterys xylosteifolia
Tetrapterys xylosteifolia là một loài thực vật có hoa trong họ Malpighiaceae. Loài này được A. Juss. miêu tả khoa học đầu tiên..